# Vähäsalo
Vähäsalo är en ö i Finland. Den ligger i sjön Päijänne och i kommunen Padasjoki i landskapet Päijänne-Tavastland, i den södra delen av landet, 140 km norr om huvudstaden Helsingfors. Öns största längd är 2,6 kilometer i sydöst-nordvästlig riktning.